# Гомельтранснефть Дружба
«Гомельтранснефть Дружба» (бел. «Гомельтранснафта Дружба») — государственное нефтетранспортное предприятие Беларуси, основаное в ноябре 1964 года.
Компания перекачивает белорусскую и российскую нефть на «Мозырский нефтеперерабатывающий завод». Транзит российской нефти осуществлялся по направлениям: 1) Унеча — Мозырь — Адамова с дальнейшей перекачкой в Польшу и Германию, 2) Унеча — Мозырь — Броды с дальнейшей перекачкой в Венгрию, Словакию и Чехию. В 2018 году Гомельтранснефть Дружба перекачала 60,4 млн тонн нефти, в том числе 58,8 млн тонн из России, что составило около четверти российского экспорта нефти. На Мозырской линейной производственно-диспетчерской станции (ЛПДС) было 25 нефтяных резервуаров объёмом от 10 000 до 75 000 кубических метров, которые были двух типов: железобетонные подземные и вертикальные стальные грунтовые. В 2015 году компания вошла в топ-10 самых прибыльных в Беларуси.

## Структура
На 2019 год в состав ОАО «Гомельтранснефть Дружба» вошли:
- 6 нефтеперекачивающих станций (НПС) - «Гомель», «Защебье» (Речицкий район), «Туров» (Житковичский район), «Пинск», «Кобрин» и линейные производственно-диспетчерские (ЛПД) «Мозырь»;
- основная база производственного обслуживания (изготовление оборудования, ремонт нефтепроводов и автомобилей);
- база отдыха «Милоград» (Речицкий район);
- комбинат пищевой промышленности (Бабовичи, Гомельский район).

Компания использовала около 2000 км трубопроводов, в том числе 667 км нефтепроводов диаметром 102, 82, 72, 63 и 53 см от границы с Россией до границ с Польшей и Украиной. Трубопроводы прошли через 8 районов Гомеля и 8 районов Брестской области. Для контроля откачки использовалось около 5000 устройств от манометра до газоанализатора.

## История
23 ноября 1964 года приказом Министерство газовой промышленности СССР о создании в Гомельском управлении нефтепровода «Дружба» был отведён участок на юге Белорусской ССР. Также был введен в строй нефтеперерабатывающую станцию (НПС) «Пинск» (Брестская область). В 1965 году Управление магистральных нефтепроводов «Дружба» утвердило Приказ о составе и пределах Гомельского нефтепроводного управления. Также в трубопровод начала поступать нефть с Речицкого месторождения. Запущена НПС «Гомель». В 1967 году были запущены ещё 3 НПС - «Кобрин», «Туров» (Житковичский район) и «Защебье» (Речицкий район). В 1973 году введена в эксплуатацию насосная станция № 3 линейной производственно-диспетчерской станции (ЛПДС) «Мозырь». В 1975 году введены в эксплуатацию насосная станция № 4 м «Мозырь» и 2-я очередь НПС «Гомель». В 1977 году сдана 2-я очередь НПС «Туров» и «Кобрин», внедрены резервуар 2-й очереди и приборы учёта нефти на ЛПДС «Мозырь». В 1978 году запущена вторая очередь НПС «Защебье». В 1980 году введена в эксплуатацию насосная станция № 5 ЛПДС «Мозырь».
В 1992 году «Дружба» была преобразована в «Гомельтранснефть Дружба». 20 июля 1992 года в Москве премьер-министры Беларуси и России подписали «Соглашение об основных принципах и условиях отношений в области транспортировки нефти» на белорусском и русском языках. Согласно статье 3 Соглашения, «Стороны уполномочивают государственные нефтетранспортные компании осуществлять совместные и согласованные действия, направленные на обеспечение бесперебойных и устойчивых поставок нефти потребителям Российской Федерации, Республики Беларусь и третьих стран через транзит по территории Беларуси с применением системы магистральных нефтепроводов»». В 1999 году построено 37 км петли для 3-й нитки нефтепровода Мозырь-Адамова. В 2003 году введена в эксплуатацию 3-я нитка нефтепровода Мозырь-Адамов, а на Мозырском ЛПДС введены в эксплуатацию два резервуара по 75 000 куб.м.. В 2006 году была проложена волоконно-оптическая линия связи на всем протяжении магистрального нефтепровода компании. В 2006 году на долю «Гомельтранснефти Дружба» приходилось 70% транзита нефти (63 млн тонн). 8-10 января 2007 г. «Транснефть» (Москва, Россия) заблокировала транзит по трубопроводу «Гомельтранснефть Дружба» во время белорусско-российского энергетического конфликта. В 2009 году Совет Министров Республики Беларусь исключил РУП «Гомельтранснефть Дружба» из списка предприятий, не подлежащих приватизации, и преобразовал его в открытое акционерное общество.
В 2010 году на Мозырьской ЛПДС введены в эксплуатацию 2 резервуара по 50 тысяч кубометров нефти каждая. В 2010 году «Гомельтранснефть-Дружба» добыла 75,5 млн тонн нефти, в 2011 году - около 72 млн тонн для «Транснефти». Компания поставляла белорусскую и российскую нефть на «Мозырский нефтеперерабатывающий завод». «Гомельтранснефть Дружба» также осуществляла транзит казахской и российской нефти в шесть стран: Польшу, Германию, Украину, Венгрию, Словакию и Чехию. 12 апреля 2012 года Совет Министров Беларуси принял Постановление 330, согласно которому «Гомельтранснефть Дружба» была включена в список 60 высокорентабельных госпредприятий 2011 года. Такие предприятия обязались ежемесячно перечислять часть прибыли в Государственный целевой бюджетный фонд национального развития равными долями. В 2012 году компания стала 11-м крупнейшим налогоплательщиком Беларуси. Компания заняла 8-е место в стране по чистой прибыли в размере 909,4 млрд рублей ($ 108,7 млн). В 2013 году «Гомельтранснефть Дружба» перекачала более 60 млн тонн нефти, что составляет около треть экспорта нефти из России.
В 2014 году прибыль составила $55,8 млн., в результате чего компания заняла 14-е место по прибыльности в Беларуси. В 2015 году компания заняла 9-е место с выручкой $ 41,9 млн.. 23 мая 2017 года в Минске руководители компаний «Гомельтранснефть Дружба» и «Укртранснефть» подписали соглашение об использовании нефтепровода Мозырь-Броды
.

## Руководители
- Алексей Костюченко (1997 — 12 июля 2008 г.)
- Сергей Сосновский (31 октября 2008 — 20 февраля 2017)
- Олег Пачинок (14 марта 2017—2018)
- Олег Борисенко (с 5 марта 2018 г.)